# The Rag Dolls
The Rag Dolls (auch The Rag Doll’s geschrieben) waren zwischen 1965 und 1969 eine Mädchen-Beatband. Die vier Bandmitglieder waren Rita Fontein (Bass), Marianne Orlowski (Gitarre, Gesang), Ilse Köppen (Gitarre) und Hilla Pantenburg (Schlagzeug, Gesang), alle aus Duisburg. Der Name der Band wurde nach dem Lied Rag Doll gewählt, damals ein Hit der Four Seasons.

## Geschichte
Die Band wurde 1965 von Rita Fontein und Renate Wassermeyer gegründet, zu denen dann Hilla Pantenburg und Marianne Orlowski hinzustießen. Renate Wassermeyer (Schlagzeug) verließ die Band 1967, um mit der englischen Mädchen-Beatband The Liverbirds auf Japan-Tournee zu gehen. Sie wurde durch die Gitarristin Ilse Köppen ersetzt. Pantenburg übernahm dann das Schlagzeugspiel von Wassermeyer.
Die reine Besetzung mit weiblichen Bandmitgliedern war in dieser Zeit ein Novum in Deutschland.
The Rag Dolls veröffentlichten eine Single mit dem Coverstück Yakety Yak (The Coasters) und der Eigenkomposition He Has Gone, die sich jedoch nicht in den Charts platzieren konnte.
Die Single wurde ausführlich in der damals bekannten Zeitschrift Musikparade besprochen und ist heute noch auf dem Sampler Ruhrgebeat – Smash! Boom! Bang! Beat in Germany (Bear Family Records) zu finden.
Es folgten noch zahlreiche Auftritte in Westdeutschland und später Filmaufnahmen in Dokumentarfilmen.
Die Band löste sich 1969 auf, weil die Bandmitglieder unterschiedlichen beruflichen Perspektiven folgten.
Hilla Pantenburg wurde Berufsmusikerin und gab Instrumentalunterricht. Ilse Köppen (verheiratete Jung) ist künstlerisch und bis heute musikalisch in der Band „Still Alive“ aktiv. Renate Wassermeyer starb 1975, Marianne Orlowski 2003.

## Diskografie
- 1966: Yakety Yak  (7″)
- 1997: He Has Gone auf Prae-Kraut Pandaemonium # 9 (Do-LP)
- 2004: Yakety Yak auf Various – Ruhrgebeat – Smash …! Boom  …! Bang …! (CD)
- 2012: He Has Gone/Yakety Yak (CD)

## Filmische Dokumentation
- 1967: Frauen an der Ruhr, Ernst-Ludwig Freisewinkel, WDR
- 2001: Als der Kohlenpott noch schwarz-weiß war, Paul Hofmann WDR
- 2006: Halbstark an Rhein und Ruhr, Werner Kubny, Per Schnell, WDR
- 2015: Beat im Pott, Oliver Schwabe, WDR